# Adliye-Moschee

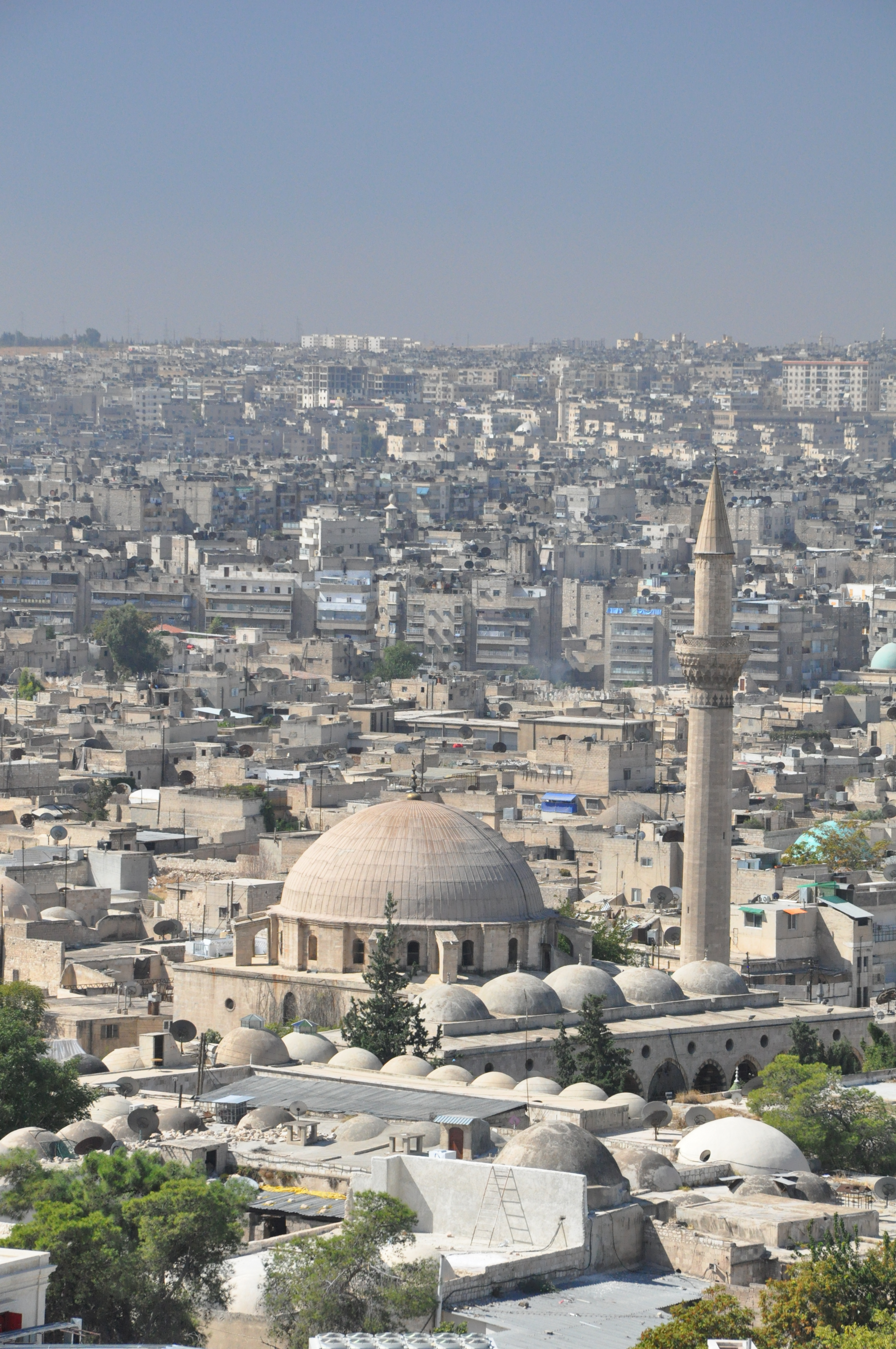
Adliye-Moschee

Die Adliye-Moschee oder Dukaginzâde-Mehmet-Pascha-Moschee (türkisch Dukaginzâde Mehmet Paşa Camii, arabisch جامع العادلية, DMG Ǧāmiʿ al-ʿĀdiliyya) ist ein osmanischer Moscheekomplex (külliye) in der nordsyrischen Großstadt Aleppo und neben der 2014 zerstörten Chusrawiyya-Moschee eine der ältesten osmanischen Moscheen der Stadt.

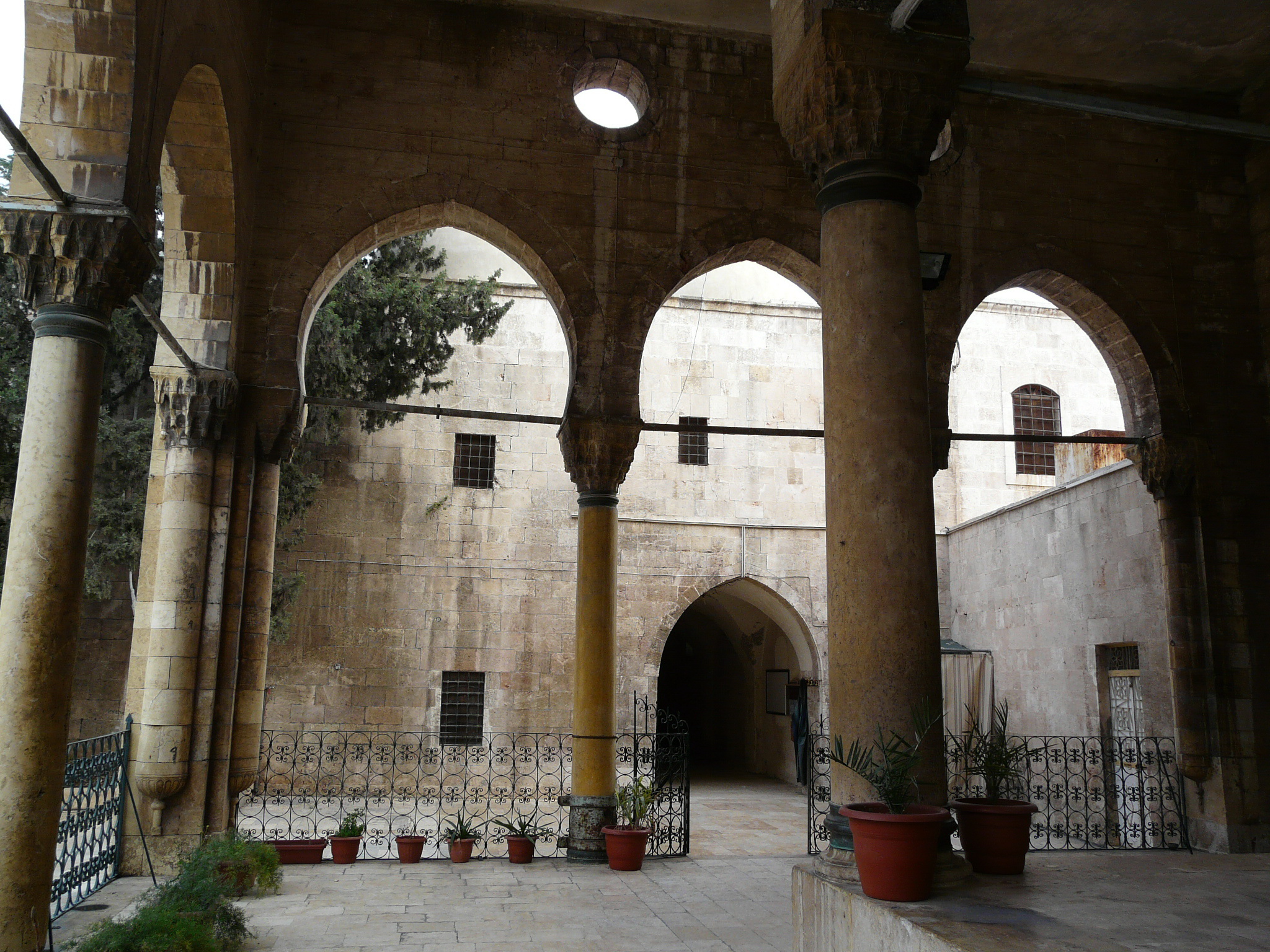
Die Vorhalle

Die Adliye-Moschee befindet sich westlich der Zitadelle von Aleppo am südlichen Eingang des bedachten Marktes (Suq) im al-Dschallum-Viertel der Altstadt. Errichtet wurde sie von 1551 bis 1557 unter dem osmanischen Sultan Süleyman I. vom örtlichen Gouverneur Dukaginzâde Mehmet Pascha, der albanischstämmig war und vom Balkanstamm der Dukagjini abstammte (daher der türk. Name Dukaginzâde); an der Eingangstür steht sein Todesdatum.
Als Teil des Adliye-Komplexes wurden ein Hof mit Reinigungsbrunnen (Schadirwan), drei Karawansereien und vier Märkte mit einer Markthalle (Besisten) errichtet, die zusammen insgesamt 150 Geschäfte und Gästezimmer haben.
Die Moschee selbst ist ein Kuppelbau mit einer großen Gebetshalle und einer Vorhalle (Son cemaat yeri), die von mehreren kleinen Kuppeln überdacht ist. Das Minarett der Adliye-Moschee hat eine verzierte scherefe (Balkon) und eine typisch türkische Bleistiftspitze. Über den mit Fliesen geschmückten Fenstern stehen Hadithe geschrieben. Bei den Fliesen handelt es sich vermutlich um importierte İznik-Keramik.